# Spoorlijn 58A
Spoorlijn 58A was een Belgische spoorlijn in Gent tussen de aftakking Y Kanaal en Gent-Rabot.

## Geschiedenis
De lijn is 1872 aangelegd voor de bediening van de katoennijverheid in de wijk Rabot. Kortstondig heeft er aan het begin van de 20e eeuw ook nog personenvervoer plaatsgevonden. In 1985 is de lijn gesloten en vervolgens opgebroken.
Er waren daarna volkstuinen op een deel van het tracé, namelijk van de Nieuwevaart tot de Wiedauwkaai.

## Gasmeterbrug
De Gasmeterbrug was een handbediende lage draaibrug van spoorlijn 58A over het Verbindingskanaal, die maandelijks door enkele goederentreinen gebruikt werd.

## Gaardenierspad
Rond 2010 is op het segment Opgeëistenlaan tot de spoorwegdriehoek een fietspad aangelegd, het Gaardenierspad (dat naar het noorden vervolgd wordt over het Westerringspoor (fietssnelweg F400).

### Gaardeniersbrug
Daarvoor is in 2010 op de plaats van de vroegere spoordraaibrug over het Verbindingskanaal de Gaardeniersbrug gebouwd. Dit is een hoge fietsbrug over dit kanaal en over de parallelle R40 Nieuwevaart en R40 Gasmeterlaan, gecombineerd met een trambrug. De trambrug zal echter pas vanaf 2026 effectief gebruikt worden, na de bouw van stelplaats Wissenhage.

## Aansluitingen
In de volgende plaats was er een aansluiting op de volgende spoorlijn:
Y Kanaal
Spoorlijn 58 tussen Y Oost Δ Ledeberg en Brugge